# Мирослав Віталі
Миросла́в Віта́лі (5 жовтня 1914, Умань, Україна — 19 лютого 1992, Лондон, Сполучене Королівство) — англійський лікар польського походження, що спеціалізувався на лікуванні й реабілітації пацієнтів, що перенесли ампутацію. Його було нагороджено Орденом Британської імперії у визнання його видатних трудів з допомоги британським службовцям, що втратили кінцівки під час Другої світової війни.

## Життєпис
Народився в польській родині в місті Умані в тодішній Російській імперії. 1939 р. закінчив Варшавський медичний університет. Був узятий у полон під час Польської кампанії 1939 р., але втік і повернувся до Варшави, де почав брати активну участь у підпільному русі, у той самий час працюючи в ортопедичному відділенні шпиталю Червоного Хреста. Упродовж Варшавського повстання 1944 р. керував польовим шпиталем. Після семи місяців як військовополонений у Шталагу IV-B, він таки виїхав до Англії через 2-й польський корпус в Італії.
Невзабарі після своєї демобілізації 1948 р. Мирослава Віталі було призначено лікарем-ортопедом у Шпиталь королеви Марії в Рогамптоні в Лондоні. Саме там він почав працю всього життя з пацієнтами, що перенесли ампутації, з розробки поліпшених штучних кінцівок. У 1963 р. Віталі було обрано членом Королівської колегії хірургів Англії. У 1968 він став головним медичним офіцером з дослідів щодо протезування в шпиталі. По виході на пенсію 1979 р. він продовжував працю як консультант у Шпиталі королеви Марії, Вестмінстерському Шпиталі й у Королівському Національному ортопедичному шпиталі. З доручення Британської ради він їздив по світі, читаючи лекції й інструктажі, щоб допомогти поліпшити якість протезів і їхньої підгонки в багатьох країнах. Він був також попечителем і радником у Центрі Даґласа Бейдера в Шпиталі королеви Марії.
У 1980-ті польський уряд нагородив його Орденом Відродження Польщі у визнання його праць із протезування, а також Хрестом Хоробрих за його мужність під час Варшавського повстання. 1986 р. його було зведено в ранг офіцера Ордена Британської імперії у визнання його праці для поранених британських військових.
Мирослав Віталі був співавтором великої книги «Ампутації і протези» (ISBN 0-7020-0570-3), виданої в Лондоні 1978 року й перекладеної багатьма мовами.